# 아우구스투스의 로마 14구

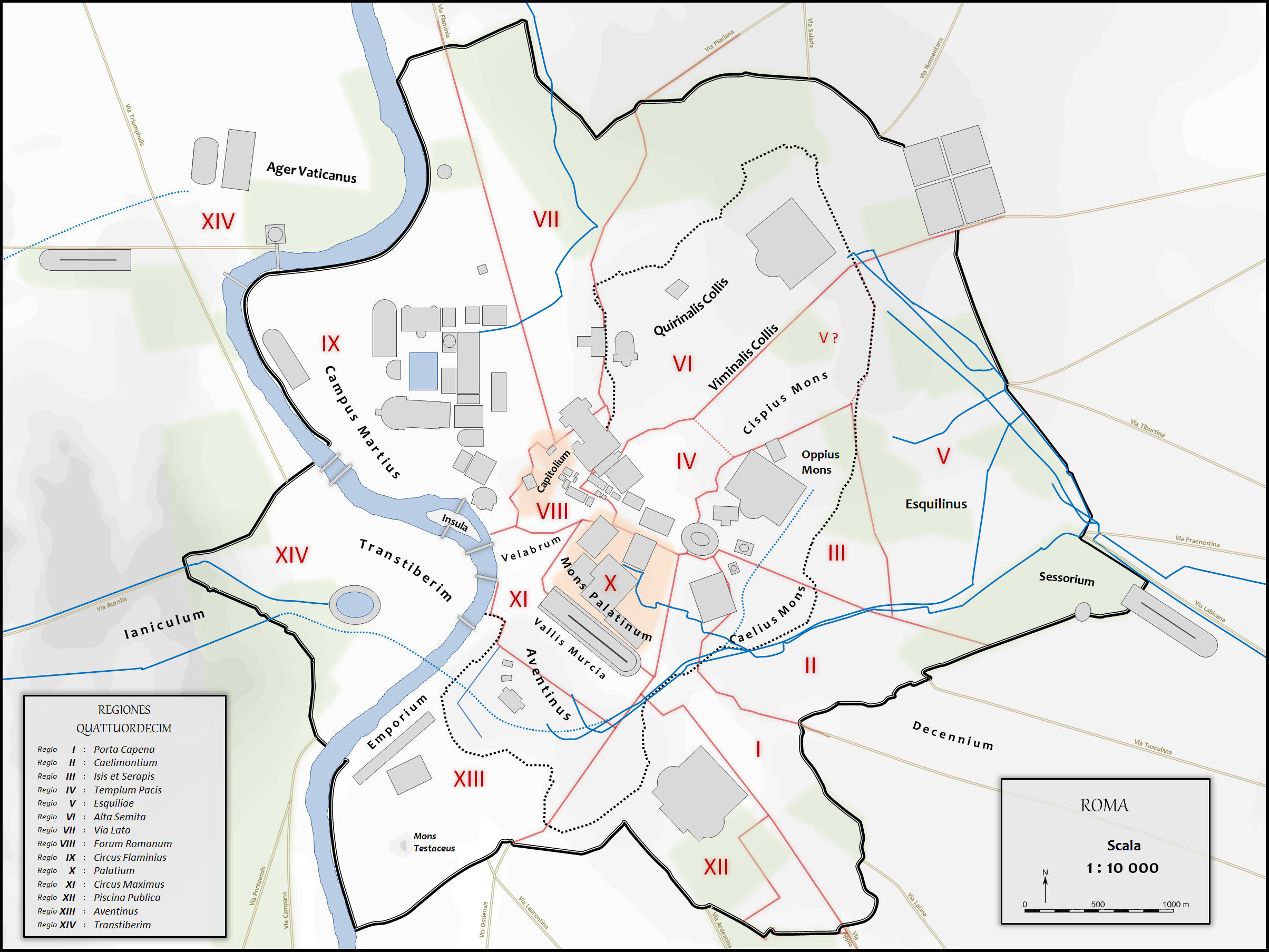
로마 제국 시절 로마 시의 지도

아우구스투스의 로마 14구는 기원전 7년 로마 황제 아우구스투스가 제국 수도 로마 시를 14개의 레기오네스 (라틴어 regiones, 단수형 레기오 regio)로 나누면서 정립된 행정 구역을 말한다. 일찍이 제6대 로마 국왕 세르비우스 툴리우스가 로마 시를 4개의 레기오로 나누었던 것을 세분 확대시킨 것이었다. 각각의 레기오는 '비키' (vici, 동네)로 다시 나뉘었다.
각각의 레기오 (이하 구)는 순번을 매겼으며, 별칭으로는 해당 지역의 주요 명소나 지형적 특성을 고려해 불렀다. 이 때 정립된 로마 시의 행정구역은 제정 내내 이어졌으며, 콘스탄티누스 대제 시기에 콘스탄티노폴리스로 천도할 당시, 그곳에서도 로마의 행정구역을 따라 14구로 분할하여 통치하였다.

## 로마 시의 행정구역 변천사
아우구스투스 치세 이전의 로마 시에 어떤 행정구역이 설치되어 있었는지에 대해서는 기록이 많지 않다. 로마 공화정 시기였던 기원전 45년경, 마르쿠스 테렌티우스 바로는 로마가 4개 시역 (partes urbis)로 나뉜다고 소개하면서, 각각의 부는 '구' (regio)로 부른다고 밝히고 있다. 당시 로마에 설치된 4구의 이름은 각각 제1구 수부라나 (I Suburana), 제2구 에스퀼리나 (II Esquilina), 제3구 콜리나 (III Collina), 제4구 팔라티나 (IV Palatina)였다.
이와 함께 '비아' (via, 도로)에서 이름을 따온 '비쿠스' (vicus)라는 단위를 소개하고 있는데, 이는 제정기 로마 시의 최하위 행정구역인 '비키' (vici, 동네)의 개념과 동일한 것으로 여겨지고 있다. 공화정 중기에는 각각의 비쿠스마다 비콤마기스테르 (vicommagister)라는 지역 관리가 임명됐다고 한다.
아우구스투스 집권기에 이르러 각 비키마다 세워진 사당이 방치되는 문제가 지적되어 기원전 12년경부터 비콤마기스테르의 권리와 의무를 성문화하는 것을 비롯, 각 비키의 사당을 복구하는 작업에 착수하였고, 기원전 7년에는 대대적인 행정구역 개편 작업에 이른다. 이때부터 로마 시는 14개 구 (레기오)로 재편되었으며, 각각의 구는 원로원의 치안 판사가 감독하도록 바뀌었다.

## 14구 목록

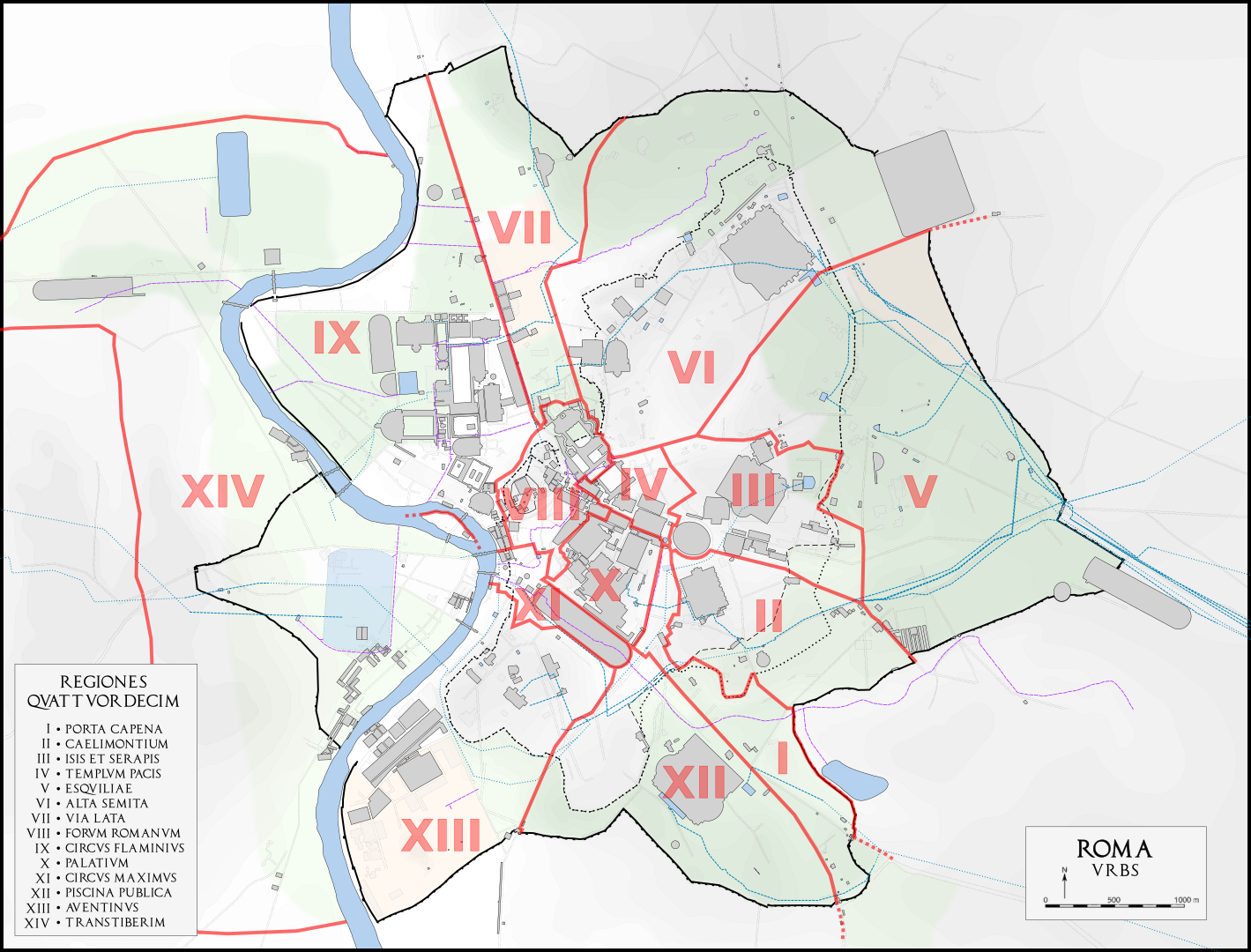
로마 숫자로 순번을 표기한 아우구스투스의 로마 14구

### 제1구 포르타 카페나
Porta Capena. 제1구의 이름은 아피아 가도가 로마 시로 진입할 때 마주하는 세르비아누스 성벽의 포르타 카페나에서 유래했다. 여기서 카일리우스 언덕의 남쪽 지역으로부터 추후 아우렐리아누스 방벽이 세워지는 지역까지 포괄하였다.

### 제2구 카일리몬티움
Caelimontium. 제2구는 카일리우스 언덕이 있는 구로 이름도 거기서 유래하였다.

### 제3구 이시스 에트 세라피스
Isis et Serapis. 제3구는 지금의 라비카나 거리 일대에 위치해 있었던 이시스 성역으로부터 이름을 따 왔으며, 훗날 콜로세움이 세워지는 계곡 지대와 오피아 언덕, 에스퀼리노 언덕 일부를 아우르고 있다.

### 제4구 템플룸 파시스
Templum Pacis. 제4구는 베스파시아누스가 건설한 평화의 신전으로부터 이름을 따왔다. 에스퀼리노 언덕과 비미날레 언덕 사잇계곡, 수부라 거주 지역, 벨리아 언덕을 아우르고 있었다. 벨리아 언덕은 팔라티노 언덕과 오피아 언덕 사이 언덕으로, 20세기 초에 포룸 로마눔과 아우구스투스 포룸 사이를 잇는 도로를 내면서 역사 속으로 사라졌다.

### 제5구 에스퀼리아이
Esquiliae. 제5구의 이름은 에스퀼리노 언덕에서 유래하였다. 로마 도심에서 가까운 오피아 언덕과 키스피아 언덕, 에스퀼리노 언덕 일부와 세르비아누스 성벽 바로 바깥쪽 평야를 포괄하였다.

### 제6구 알타 세미타
Alta Semita. 제6구는 퀴리날레 언덕을 통과하는 알타 세미타 (Alta Semita, 오르막길) 길에서 이름을 따왔다. 비미날레 언덕, 핀초 언덕의 저지대와 사잇계곡까지 아우른, 큰 규모의 구였다. 이곳의 주요 명소로는 디오클레티아누스 욕장, 콘스탄티누스 욕장, 살루스티우스 정원 등이 있었으며, 북부로 가면 로마 정원 (호르티)가 많이 조성되어 있었다. 퀴리누스, 살루스, 플로라의 신전도 제6구의 카스트라 프라이토리아에 위치해 있었다. 동쪽~북쪽 경계는 아우렐리아누스 방벽이었고, 남쪽~남동쪽 경계는 아르길레툼, 비쿠스 파트리시우스를 기준으로 하였다.

### 제7구 비아 라타
Via Lata. 제7구는 세르비아누스 성벽과 추후 건설되는 아우렐리아누스 방벽 사이로 지나는 플라미니아 가도로부터 이름을 따왔다. 당시 플라미니아 가도는 '대로'(Via Lata)라고도 불렸는데 이것에서 이름이 유래한 것이다. 오늘날 로마의 비아 델 코르소에 해당된다.
거리 동쪽에 있는 캄푸스 마르티우스 일부와 호르툴로룸 언덕, 핀초 언덕 지대가 이곳에 속했다.

### 제8구 포룸 로마눔
Forum Romanum. 제8구는 로마 시에서도 가장 중심부에 위치한 구로, 도심부 지역인 포룸 로마눔에서 이름을 따 왔다. 캄피돌리오 언덕 지대와 팔라티노 언덕~캄피돌리오 언덕 사잇계곡, 벨리아 언덕~팔라티노 언덕 사이 지역을 아울렀으며, 티투스 개선문과 베누스 로마 신전까지 이곳에 속하였다.

### 제9구 키르쿠스 플라미니우스
Circus Flaminius. 제9구의 이름은 캄푸스 마르티우스 남쪽 끝에 있는 티베르섬 인근의 키르쿠스 플라미니우스 경기장에서 따왔다. 비아 라타 서쪽의 캄푸스 마르티우스 일부 지대를 아우르고 있었다.

### 제10구 팔라티움
Palatium. 제10구는 팔라티노 언덕에서 이름을 따왔다.

### 제11구 키르쿠스 막시무스
Circus Maximus. 제11구는 팔라티노 언덕과 아벤티노 언덕 사이에 위치한 키르쿠스 막시무스 경기장에서 이름을 따 왔다. 경기장 뿐만 아니라 팔라티노와 캄피돌리오 언덕 사이의 계곡인 벨라브룸, 포룸 보아리움과 포룸 홀리토리움 일대 지역도 아울렀다.

### 제12구 피스키나 푸블리카
Piscina Publica. 제12구는 제정시대에 사라진 기념물인 피스키나 푸블리카에서 이름을 따 왔다. 오늘날 산사바 교회가 위치한 고지대 일대가 여기에 속했으며, 카라칼라 욕장이 위치한 아피아 가도로의 분기점도 이곳에 있었다.
180년대에는 기독교인을 위한 은행과 환전소가 이 지역에서 운영되었다.

### 제13구 아벤티누스
Aventinus. 제13구는 티베르강을 따라 아벤티노 언덕과 그 앞의 평야 지대를 아울렀다. 여기에 티베르강의 첫 번째 항구인 엠포리움이 있었다.

### 제14구 트란스티베림
Transtiberim. 제14구의 명칭은 티베르강 건너편이라는 뜻이며, 이름 그대로 테베레 섬과 테베레 너머 서쪽에 있는 로마 시가지를 모두 아울렀다. 오늘날의 트라스테베레에 해당된다.

## 같이 보기
- 로마의 행정 구역
- 로마의 리오네